# Kościół Bożego Ciała w Bielawie
Kościół Bożego Ciała – rzymskokatolicki kościół parafialny należący do dekanatu Bielawa diecezji świdnickiej.

## Historia
Pierwotnie była to świątynia murowana, wybudowana na planie zbliżonym do krzyża greckiego, jako kościół ewangelicki posiadający skromne, barokowe formy bez wieży, dzwonów i organów w 1743 roku. W 1754 roku w świątyni zostały zamontowane organy, które obecnie znajdują się w innym kościele. W 1843 roku kościół otrzymał wieżę w stylu klasycystycznym, posiadającą zegar nad głównym wejściem od strony północnej. Z powodu złego stanu technicznego świątyni w latach 1878–1880 została ona gruntownie przebudowana w stylu neoromańskim. Na zewnętrznym gzymsie zostały umieszczone wizerunki różnych zwierząt, wzmiankowanych w psalmie 148. W 1972 roku kościół został przekazany parafii rzymskokatolickiej. Od czerwca 2009 roku przy kościele mieści się parafia pod wezwaniem Bożego Ciała. W 2021 roku miał miejsce remont najbardziej zniszczonego fragmentu dachu kościoła. 
We wnętrzu świątyni znajduje się drewniany strop oraz obszerne, empory o dwóch kondygnacjach.
Na wieży wiszą trzy staliwne dzwony wykonane w zakładzie Bochumer Verein Gussstahlfabrik w 1920 roku. Ważą ok. 950, 1800 i 3000 kg.

## Organy
Pierwsze organy w tym kościele zostały zamontowane w 1754 roku, jednak z czasem zostały przeniesione do innej świątyni. Obecny instrument w kościele zaczął budować w latach 70. XX wieku Józef Cynar z Wrocławia. Budowa instrumentu została ukończona przez Zygmunta Kamińskiego z Warszawy w 1979 roku. Oficjalne poświęcenie organów przez bp. Wincentego Urbana miało miejsce 16 grudnia 1979 roku.
Dyspozycja instrumentu:
| Manuał I         | Manuał II         | Pedał            |
| ---------------- | ----------------- | ---------------- |
| 1. Pryncypał 8'  | 1. Pryncypał 8'   | 1. Pryncypał 16' |
| 2. Róg kozi 8'   | 2. Flet kryty 8'  | 2. Subbas 16'    |
| 3. Flet rurk. 8' | 3. Salicet 8'     | 3. Oktawa 8'     |
| 4. Kwintadena 8' | 4. Unda maris 8'  | 4. Flet kryty 8' |
| 5. Oktawa 4'     | 5. Oktawa 4'      | 5. Chorał 4'-2'  |
| 6. Flet otw. 4'  | 6. Flet rurk. 4'  | 6. Mixtura 5×    |
| 7. Kwinta 2 2/3' | 7. Nasat 2 2/3'   | 7. Puzon 16'     |
| 8. Kornet 1-3×   | 8. Oktawa 2'      |                  |
| 9. Mixtura 4×    | 9. Tercja 1 3/5'  |                  |
| 10. Trąbka 8''   | 10. Kwinta 1 1/3' |                  |
|                  | 11. Pikolo 1'     |                  |
|                  | 12. Mixtura 4×    |                  |
|                  | 13. Róg krzywy 8' |                  |

## Galeria

Wnętrze kościoła – empory
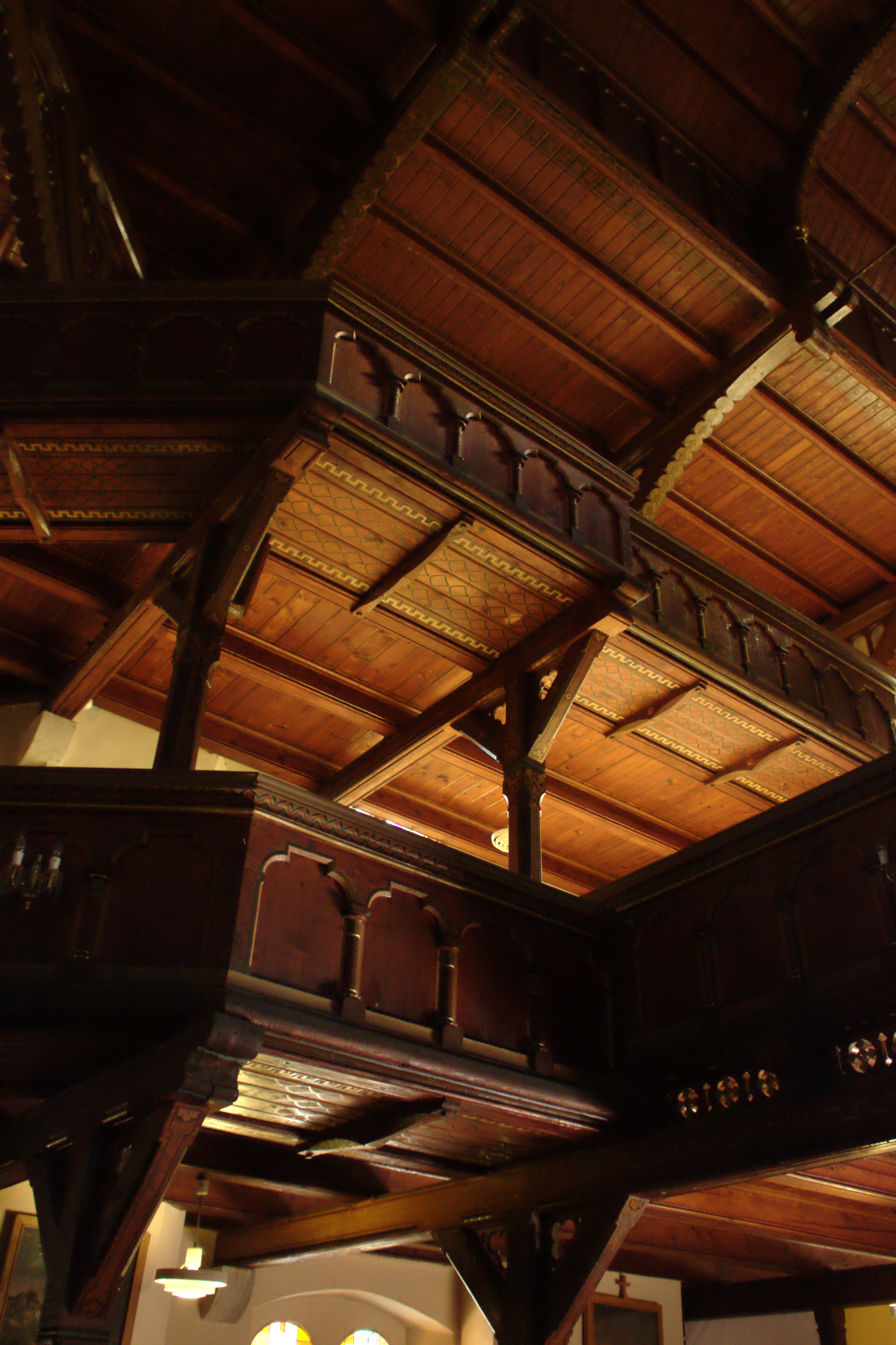
Wnętrze kościoła – drewniany strop